# Zac MacMath
Zac MacMath, né le 7 août 1991 à St. Petersburg en Floride, est un joueur américain de soccer. Il joue au poste de gardien de but au Real Salt Lake en MLS.

## Biographie
Le 14 janvier 2011, MacMath est repêché en 5e position par Philadelphie lors de la MLS SuperDraft 2011.
MacMath est prêté aux Rapids du Colorado pour la saison 2015 avant d'y être transféré définitivement le 11 décembre 2015.